# Pietro Zampetti
Pietro Zampetti (* 2. Februar 1913 in Ancona; † 26. Januar 2011 in Treviso) war ein italienischer Kunsthistoriker und Kunstkritiker.

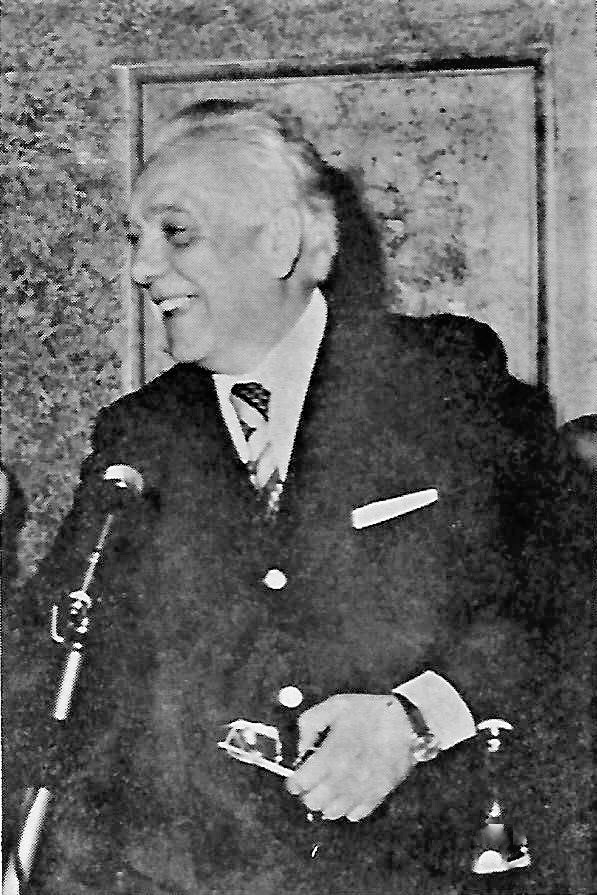
Pietro Zampetti in Rom bei der Vorstellung des Buches Carlo Crivelli, 22. Oktober 1986

## Leben
Pietro Zampetti wurde am 2. Februar 1913 in Ancona geboren. Dank der Bekanntschaft seiner Eltern mit dem Archäologen Giuseppe Moretti, dem Leiter der Altertumsverwaltung der Region Marken, und den Unterricht von Bruno Molajoli, seinem Gymnasialprofessor, wurde er an das Kunststudium herangeführt. Er schrieb sich an der Universität Rom ein, wo er Kurse bei Pietro Toesca belegte und 1938 bei ihm mit seiner Dissertation Le origini dell’Architettura Gotica ed i suoi rapporti con quella Romanica in alcuni monumenti di Ancona e dintorni promoviert wurde.
1940 gewann er das Auswahlverfahren und wurde als Inspektor bei der Soprintendenza von Trient mit Sitz auf dem Castello del Buonconsiglio eingestellt. Der Krieg hatte bereits die Schließung von Museen zur Folge und es bestand die dringende Notwendigkeit, Kunstwerke in vorbereiteten Schutzräumen unterzubringen. Zu dieser Zeit gab er den Bericht mit der Liste der antiken Glocken im Trentino heraus, die vor der Einschmelzung als Kriegsmaterial gerettet worden waren.
Im Januar 1942 wurde Zampetti einberufen, und als er am 8. September 1943 nach Trient zurückkehrte, war jede italienische Staatsgewalt abgeschafft und die Aufsicht der Soprintendenza unmittelbar von Deutschland abhängig. Er nahm die Arbeit wieder auf, um das kunsthistorische Erbe vor den Gefahren der Bombardierung zu schützen, indem er es in Còredo deponierte. Im Frühjahr 1944 floh er aus Trient, um nicht in die deutsche Armee eingezogen zu werden.
Anschließend wurde er mit der Leitung der Soprintendenza von Modena beauftragt, wo er seine Tätigkeit zum Schutz der geretteten Kunstwerke fortsetzte, indem er sie zum Teil im Keller des Castello di Guiglia lagerte, einer Sammelstelle für Kunstwerke, die aus der Stadt Reggio Emilia, der Galleria Estense, der Galleria Sabauda in Turin und anderen Museen ausgelagert worden waren.
Nach dem Kriegsende kehrte er nach Trient zurück und kümmerte sich um die Wiederbeschaffung der von ihm geretteten und in die Schutzräume in Nonstal verteilten Bestände sowie um die Wiedereröffnung des Museo provinciale del Castello del Buonconsiglio. Er vertiefte sein Studium der lokalen Maler mit besonderem Augenmerk auf Marcello Fogolino.
1946 wurde Zampetti nach Genua in die Soprintendenza alle Gallerie als stellvertretender Leiter versetzt. In Genua musste er sich um die Restaurierung von Fresken in Kirchen und Palästen kümmern, die von Bomben getroffen worden waren. Er rettete zwei Fresken von Domenico Piova aus der Kirche Santa Maria di Passione, die zerstört worden waren. Gemeinsam mit dem Soprintendenten Antonio Morassi organisierte er zwei Ausstellungen: die erste im Jahr 1947, die der genuesischen Malerei des 17. und 18. Jahrhunderts gewidmet war, die zweite im Jahr 1949 über Magnasco.
Im Jahr 1949 wurde er zum Leiter der Galleria Nazionale delle Marche in Urbino ernannt. In der Stadt leitete er die Restaurierung der Salimbeni-Fresken im Oratorium von San Giovanni und veröffentlichte den Band Gli affreschi di Lorenzo e Jacopo Salimbeni nell’Oratorio di S. Giovanni mit Beiträgen über die Fresken, die für die höfische Gotik von großer Bedeutung waren. 1951 gründet er als Präsident des Kunstinstituts „Scuola del Libro“ die neue Abteilung für animiertes Zeichnen. 1950 organisierte er in Ancona die Ausstellung La pittura veneta nelle Marche, die nicht nur die Beziehungen zwischen Ancona und Venedig, sondern mit der gesamten Adriaküste, einschließlich Dalmatiens von Zara bis Ragusa, vertiefte - die erste Idee dessen, was Zampetti später „Adriatische Kultur“ nannte. Die Veranstaltung zog Gelehrte wie Bernard Berenson, Roberto Longhi und Rodolfo Pallucchini in die Hauptstadt.
1953 übernahm er die Direktion der Belle Arti del Comune der Stadt Venedig und organisierte die Ausstellung Lorenzo Lotto, einen bis dahin als unbedeutend angesehenen Künstler, den die Veranstaltung einem breiten Publikum bekannt machte. Es folgte eine Reihe von Veranstaltungen: 1954 die Ausstellung chinesischer Kunst anlässlich des siebenhundertsten Geburtstages von Marco Polo, 1955 Giorgione e i giorgioneschi, 1957 Jacopo Bassano, 1959 Die Malerei des 17. Jahrhunderts in Venedig, 1961 Crivelli e i crivelleschi, 1963 Vittore Carpaccio.
Zwei Jahre später warf die Ausstellung I Guardi eine problematische Frage auf: Zampettis Zuschreibung der Geschichten des Engels Raffael an Gian Antonio, die bis dahin Francesco zugeschrieben wurde, löste heftige Diskussionen aus. Eine Konferenz mit Beteiligung internationaler Kunsthistoriker bestätigte die unterschiedlichen Identitäten der beiden Brüder. 1959 wurde er zum Dozenten für Kunstgeschichte an der Ca’ Foscari berufen, dem neuen Lehrstuhl für diese Disziplin an der Universität Venedig. 1960 förderte er die Ausstellung Sette pittori d'oggi (Sieben Maler von heute) in den Sälen der Ala Napoleonica mit Saverio Barbaro, Renato Borsato, Giuseppe Gambino, Alberto Gianquinto, Riccardo Licata, Cesco Magnolato und Dario Paolucci. Im Jahr 1967 folgten die Ausstellung I vedutisti veneziani del Settecento und 1969 die Ausstellung Dal Ricci al Tiepolo. 1969 veröffentlichte er – nach der Entdeckung des Manuskripts im Jahr 1958 – den Libro di spese diverse von Lorenzo Lotto (1538–1556). 1970 trat er entgegen den Weisungen des damaligen Stadtrats zurück. Er wurde zum Präsidenten des Ateneo Veneto für den Vierjahreszeitraum 1971-1974 gewählt. Während seiner Präsidentschaft verfasste er den Catalogo guida alle opere d’arte della Scuola di San Fantin. Als Mitglied des Internationalen beratenden Ausschusses der UNESCO für die Erhaltung von Venedig (1971-1978) wurde er zum „defensor“ (wie Paolo Rizzi ihn nannte) der Stadt und setzte sich für ihren Schutz ein. 1979 unterstützte er das Referendum zur Loslösung Venedigs von Mestre und Marghera. 1977 gehörte er der Kommission an, welche die Biennale del "Dissenso"  organisierte, deren Ziel es war, Künstlern hinter dem Eisernen Vorhang, die in ihren eigenen Ländern keine Meinungsfreiheit hatten, Sichtbarkeit zu verleihen.
Zwischen 1970 und 1980 wurde er von Carlo Bo, dem Rektor der Universität Urbino, mit dem Lehrstuhl für Kunstgeschichte betraut und pendelte zwischen Venedig und Urbino. Er leitete das Institut für Kunstgeschichte, das seinen Sitz im Palazzo Albani hat, und gründete die Schule für fortgeschrittene Studien und Spezialisierung in Kunstgeschichte. 1972 gründete er die Kunstzeitschrift des Instituts „Notizie da Palazzo Albani“. 1980 organisierte er in Urbino die AusstellungArte e immagine tra Ottocento e Novecento (dt. Kunst und Bild zwischen dem 19. und 20. Jahrhundert).
1982 gründete er mit Giorgio Zampa und Federico Zeri das Centro Studi Jacopo e Lorenzo Salimbeni, mit dem der Salimbeni-Preis für Kunstgeschichte und -kritik von San Severino Marche verbunden ist. In den Jahren 1981–1983 war er Präsident des Istituto Marchigiano di Scienze Lettere ed Arti.
1985 wurde er von der Region Marken mit der Gründung und Leitung des Centro Beni Cultural beauftragt und führte mit der Guida ai Musei delle Marche eine Bestandsaufnahme des regionalen Kulturguts durch. In diesen Jahren beteiligte er sich an einem heftigen Streit über den Verbleib der 1946 in Pergola gefundenen vergoldeten Bronzeskulpturengruppe. Die Bronzen wurden 1958 im Archäologischen Nationalmuseum der Marken ausgestellt. Im Jahr 1988 wurden sie für eine Ausstellung in Pergola ausgeliehen, doch als die Leihdauer ablief, wurden die Statuen nicht zurückgegeben. Damit begann ein langwieriger Streit zwischen der Soprintendenza per i Beni Archeologici delle Marche, die Zampetti unterstützte, und der Gemeinde Pergola. Zwischen 1988 und 1991 verfasste er das vierbändige Werk Pittura nelle Marche (dt. „Malerei in den Marken“), mit dem bis dahin im Verborgenen gebliebene Künstler an die Öffentlichkeit geholt wurden.
1992 organisierte er als Kulturbeauftragter der Gemeinde Ancona die Ausstellung im Palazzo degli Anziani Via Saffi dov’era com’era (1993). Darüber hinaus war er an der Organisation von zwei Ausstellungen in der Mole Vanvitelliana beteiligt: Dalla Traccia al Segno (1994) und Antonio Francesco Peruzzini (1997), welche die künstlerische Identität des Malers aus Ancona als großer Landschaftsmaler wiederentdeckten. Im Jahr 2000 wurde er mit dem Rotondi-Preis für die Retter der Kunst für seine Arbeit zum Schutz und zur Aufwertung des künstlerischen Erbes ausgezeichnet.
Pietro Zampetti verstarb am 26. Januar 2011 in Treviso.

## Ehrungen
- Ritter des Nordstern-Ordens, verliehen von König Gustav Adolf von Schweden anlässlich der Ausstellung „Venezianische Kunst“ in Stockholm, 1962.
- Goldene Medaille des Präsidenten der Republik „Medaglia ai benemeriti della scuola, della cultura e dell'arte“, 1967[28]

## Werke
- Orme gotiche in Ancona, in «La Tribuna», Rom, 25. Juli 1938
- Il portale del Duomo di Ancona, S.I.T.A., Ancona, 1940
- La chiesa abbaziale di Sant’Elena, S.I.T.A., Ancona, 1940
- Mostra della pittura trentina dell’800 e 900, (Katalog, Trento, 27. August – 31. Oktober), 1946
- Con la Galleria Estense nell’ultimo anno di guerra, Ancona, 1947
- Un artista dalmata del Quattrocento ad Ancona: Giorgio da Sebenico, in «Le Vie d'Italia», I, 1948
- La Mostra del Magnasco a Genova, in «Emporium», Jg. LV, Nr. 652, April, 1949.
- Precisazione sull’attività trentina di Marcello Fogolino, in «Bollettino d’Arte», III, Juli–September, 1949
- La pittura veneta nelle Marche, (Ausstellungskatalog, Ancona, 5. August–30. September), 1950
- Il Palazzo Ducale di Urbino e della Galleria Nazionale delle Marche, Poligrafico, Rom, 1951; II. Ausg. italienisch, französisch u. deutsch, 1956. III. Ausg. deutsch, 1971
- Arte in Liguria und Arte nelle Marche, Einträge in «Enciclopedia Cattolica», Bd. VII u. VIII, Sansoni, Città del Vaticano, 1951–1952
- Campane antiche nel Trentino: Tentativo di un catalogo, Hrsg. «Cultura Atesina», II–IV, Bozen, 1952
- Carlo Crivelli nelle Marche, Istituto del Libro, Urbino, 1952
- Antichi dipinti restaurati, Katalog und Präsentation der Ausstellung, Istituto del Libro, Urbino, 1953
- Lorenzo Lotto nelle Marche, Istituto del Libro, Urbino, 1953
- Lorenzo Lotto, (Ausstellungskatalog, Venedig, 14. Juni – 18. Oktober), Alfieri, Venedig, I. u II. Auflage, 1953
- Giorgione e i Giorgioneschi, (Ausstellungskatalog, Venedig, 11. Juni – 23. Oktober), Alfieri, Venedig, I. u II. Auflage, 1955
- Gli affreschi di Lorenzo e Jacopo Salimbeni nell’Oratorio di S. Giovanni in Urbino, Istituto del Libro, Urbino, 1956
- 50 Anni di pittura veneziana, Hrsg. Ufficio Centrale Mostra d’Arte, Warschau, 1957
- Jacopo Bassano, (Ausstellungskatalog, Venedig, 29. Juni – 27. Oktober), Alfieri, Venedig, I. u II. Auflage, 1957
- Il Santuario di Macereto ed altri edifizi a pianta centrale del sec. XVI, Istituto del Libro, Urbino, 1957
- Jacopo Bassano, La Libreria dello Stato, Rom, 1958
- La Pittura del Seicento a Venezia, Kollektiv von Mariacher, Pignatti u. Pilo, (Ausstellungskatalog, Venedig, 27. Juni – 25. Oktober), Alfieri, Venedig, I. u II. Auflage, 1959
- Sette pittori d’oggi, Vorstellung (Ausstellungskatalog, Venedig, Juni–Juli), 1960
- Pittura italiana del Seicento, Istituto di Arti Grafiche, Bergamo, 1960
- Agabiti Pier Paolo, Andrea da Jesi, Antonio da Negroponte, Einträge in «Dizionario Biografico degli Italiani», Vol. I, Istituto della Enciclopedia Italiana Treccani, Rom, 1960–1961
- Carlo Crivelli e i Crivelleschì, (Ausstellungskatalog, Venedig, 10. Juni – 20. Oktober), Alfieri, Venedig, I. u. II. Auflage, 1961
- Carlo Crivelli, Martello, Mailand, 1961
- Gambino, Fantoni, Venedig, 1962
- Saverio Barbaro, La Tipografica, Venedig, 1962
- Vittore Carpaccio, (Ausstellungskatalog, Venedig, 15. Juni – 6. Oktober), Alfieri, Venedig, I. u. II. Auflage, 1963
- Bassano, Reihe «I Maestri del Colore», Nr. 40, Fratelli Fabbri, Mailand, 1964
- Andrea Ansaldo, Jacopo di Barbari, Bartolomeo Veneto, Marco Basaiti, Jacopo da Ponte detto il Bassano, Lazzaro Bastiani, Giovanni Andrea de Ferrari, Gregorio de Ferrari, Orazio de Ferrari, Domenico Fiasella, Pier Francesco Bissolo, Paris Bordone, Giorgione, Giovanni Busi detto il Cariani, Giovanni Andrea Carlone, Giovanni Battista Carlone, Valerio Castello, Giovanni Benedetto Castiglione, Vincenzo Catena, Cima da Conegliano, Carlo Crivelli, e Lorenzo Lotto, Einträge in «Kindlers Malereì-Lexikon», München–Zürich, 1964
- Guardi, (Ausstellungskatalog, Venedig 5. Juni – 10. Oktober), Alfieri, Venedig, I. u. II. Ausgabe, 1965
- Pittura italiana del Seicento, Ist. It. Arti Grafiche, Bergamo, 1965
- Lotto, Reihe «I Maestri del Colore», Nr. 115, Fratelli Fabbri, Mailand, 1965
- Gian Antonio e Francesco Guardi, Alfieri, Venedig, 1965
- I Quattro Veneziani dell’età d’oro, Ricordi, Mailand, 1966
- Carpaccio, Alfieri, Venedig, 1966
- Note sparse sul '600, Fantoni, Venedig, 1967
- I vedutisti veneziani del ’700, (Ausstellungskatalog, Venedig 10. Juni – 15. Oktober), Alfieri, I. u. II. Ausgabe, 1967
- Il Canaletto, Ricordi, Mailand, 1967
- L’opera completa di Giorgione, Rizzoli, Mailand, 1968
- Canaletto, in «Bollettino del Ministero delle Poste e Telecomunicazioni» (anlässlich der Ausgabe der Gedenkmarke) 30. September, 1968.
- A Dictionary of Venetian Painters, I. 14th-15th Century, II. 16th Century, III. 17th Century, IV. 18th Century, V. 19th and 20th Century, ed. Lewis, Leigh-on-Sea, 1969-1979
- Libro di spese diverse (1538-1556) di L. Lotto con aggiunta di lettere e d'altri documenti, Istituto per la collaborazione culturale, Venedig-Rom, 1969.
- Dal Ricci al Tiepolo, (Ausstellungskatalog, Venedig, 7. Juni – 15. Oktober), Alfieri, Venedig, I. u. II. Ausgabe, 1969
- La pittura marchigiana del ’400, Electa, Mailand, 1969
- Giovanni Boccati, Electa, Mailand, 1971
- L’Ateneo Veneto, catalogo guida alle opere d’arte della Scuola di San Fantin, Ateneo Veneto, Venedig, 1973
- «I pittori Bergamaschi - Il Cinquecento», Bd. I Introduzione, Andrea Previtali - la vita - la critica, Lorenzo Lotto a Bergamo - la vita - la critica, Bd. II Presentazione, Bd. III Presentazione und Jacopo Negretti detto Palma il Giovane (in Zusammenarbeit mit Nicola Ivanoff), Bd. IV Presentazione, Bolis, Bergamo, 1975-1980
- Itinerari per le Marche, Führer in «L'Espresso», Rom, 1980
- Lorenzo Lotto nelle Marche. Il suo tempo, il suo influsso, (Ausstellungskatalog, Ancona, 4. Juli – 11. Oktober), 1981
- A che punto siamo con Lorenzo Lotto?, Prolusione, in «Lorenzo Lotto», Atti del Convegno, Asolo, 18-21 settembre 1980, 1981.
- L. Lotto, in «Il Genio di Venezìa», Ausstellungskatalog, London, Royal Academy of Arts, 1983
- Lorenzo Lotto, Capitol, Bologna, 1983
- Carlo Crivelli, in "Dizionario Biografico degli Italiani", XXXI, Seiten. 113–121, 1985
- Guida ai Musei delle Marche, Electa, Mailand, 1985
- Carlo Crivelli, Nardini, Florenz, 1986
- Antonio Zanchi, in «I pittori Bergamaschi - Il Seicento», Seiten. 391–707, Bolis, Bergamo, 1988
- La pittura nelle Marche. Bd. I Dalle origini al primo Rinascimento, Bd. II Dal Rinascimento alla Controriforma, Bd. III Dalla Controriforma al Barocco, Bd. IV Dal Barocco all’età moderna, Nardini, Florenz, 1988-1991
- Carlo Magini, Bergamo, 1990
- La pittura, in "Ankon. Una civiltà tra oriente ed Europa", Adriatica editrice, Ancona, 1992
- Camerino e Crivelli, Nardini, Florenz, 1992
- Via Saffi e il mare: le mie ricordanze (S. 11-14) und Il mito di Ancona: Bellini, Carpaccio, Vittore Belliniano (S. 55-69), in "Via Saffi dov’era, com’era", (Ausstellungskatalog, Ancona, 29. Mai – 4. Juli), Comune di Ancona, 1993
- Scritti per Venezia (1960-1988), Studio Eidos, Venedig, 1993
- Scultura nelle Marche, Nardini, Florenz, 1994
- Marche: architettura e ambiente, Einführung, in "Architettura nelle Marche" von F. Mariano, Nardini, Florenz, 1995
- Crivelli, in "Art dossier", Nr. monografico 107, 1995
- Bentornato, Antonio Francesco!, in "Antonio Francesco Peruzzini", (Ausstellungskatalog, Ancona, Mole Vanvitelliana, 28. Juli – 9. November) Mailand, 1997
- Madonna col Bambino e Angeli. Un capolavoro riscoperto: il Lotto di Osimo, "Rotary Club Osimo", Oktober, 1999
- Gli anni, i giorni, le ore. Ricordi e testimonianze di uno storico dell’arte, Motta, Mailand, 2000
- Guida alle opere d’arte della scuola di San Fantin, (aktualisierter Nachdruck herausgegeben von I. Chiappini di Sorio), 2003
- Esperienze d'uno storico dell’arte durante la guerra e nel dopoguerra tra il 1940 e il 1953, Treviso, 2004
- Saggi e note sparse, Treviso, 2009